# Baccharis halimifolia
Pour les articles homonymes, voir Bacchante.
Espèce
Classification phylogénétique
Baccharis halimifolia, parfois appelée « Séneçon en arbre » ou « Bacchante de Virginie », est une espèce de plantes à fleurs du genre Baccharis et de la famille des Asteraceae. C'est un arbuste que l'on trouve du Sud-Est des États-Unis jusqu'au Nord (Maine). Il vit typiquement dans les plaines côtières et les secteurs humides.
Originaire de la côte orientale d’Amérique du Nord, il a été introduit en Europe comme plante d'ornement depuis le XVIIe siècle. Utilisé comme arbuste de haies ou pour stabiliser les digues ou les berges des cours d'eau, il est naturalisé en Europe et en Océanie.
Le nom de la bacchante est d'ailleurs attribué au 21e jour du mois de brumaire du calendrier républicain ou révolutionnaire français, généralement chaque 11 novembre du grégorien.
L'espèce est parfois appelée « faux-cotonnier » ou « Séneçon en arbre » en raison des tapis de graines cotonneuses qu'il produit en automne.

## Phytonymie
L'étymologie de Baccharis est douteuse. Elle provient peut-être du grec Βάκχος, « extatique » (nom à l'origine du dieu Bacchus) en référence au parfum épicé de ses racines. Son épithète spécifique fait allusion à ses feuilles ressemblant au pourpier de mer Atriplex halimus.

## Description
La Bacchante forme des arbustes à feuillage caduc, de 1 à 4 m de hauteur en moyenne, pouvant atteindre 4 m. Il possède des  branches dressées, très rameuses à rameaux glabres, couverts de minuscules écailles. Les feuilles alternes, de couleur vert tendre, sont elliptiques à obovales : les inférieures, de 3 à 7 cm de long et de 1 à 4 cm de large, ont un pétiole court et sont pourvues de trois à cinq dents de chaque côté. Les feuilles supérieures des rameaux florifères sont plus étroites avec une à trois dents de chaque côté. Ces rameaux se terminent par des panicules de capitules. Les capitules dioïques sont formées de 20 à 30 petites fleurs blanches (fleurs femelles) ou jaunâtres (fleurs mâles), à pollinisation entomogame. Les fruits sont des akènes de 1 à 2 mm de long, pourvus d'une aigrette à leur extrémité, assurant la dissémination par le vent (anémochorie). Chaque pied peut produire jusqu'à 1 500 000 graines qui se dispersent de plusieurs mètres à quelques kilomètres autour de la plante.
La floraison a lieu d'août à octobre.

## Espèce envahissante
En Europe, cette espèce est inscrite sur la liste du 13 juillet 2016 des espèces exotiques envahissantes préoccupantes pour l'Union conformément au règlement (UE) no 1143/2014. Sa diffusion, vente, libération dans l'environnement sont interdites.Les préfectures (en France, précisément) établissent des arrêtés obligeant leur arrachage, y compris chez les particuliers.
En Belgique, cette espèce est considérée comme invasive et sa plantation est interdite en Région wallonne depuis le 1er janvier 2013.

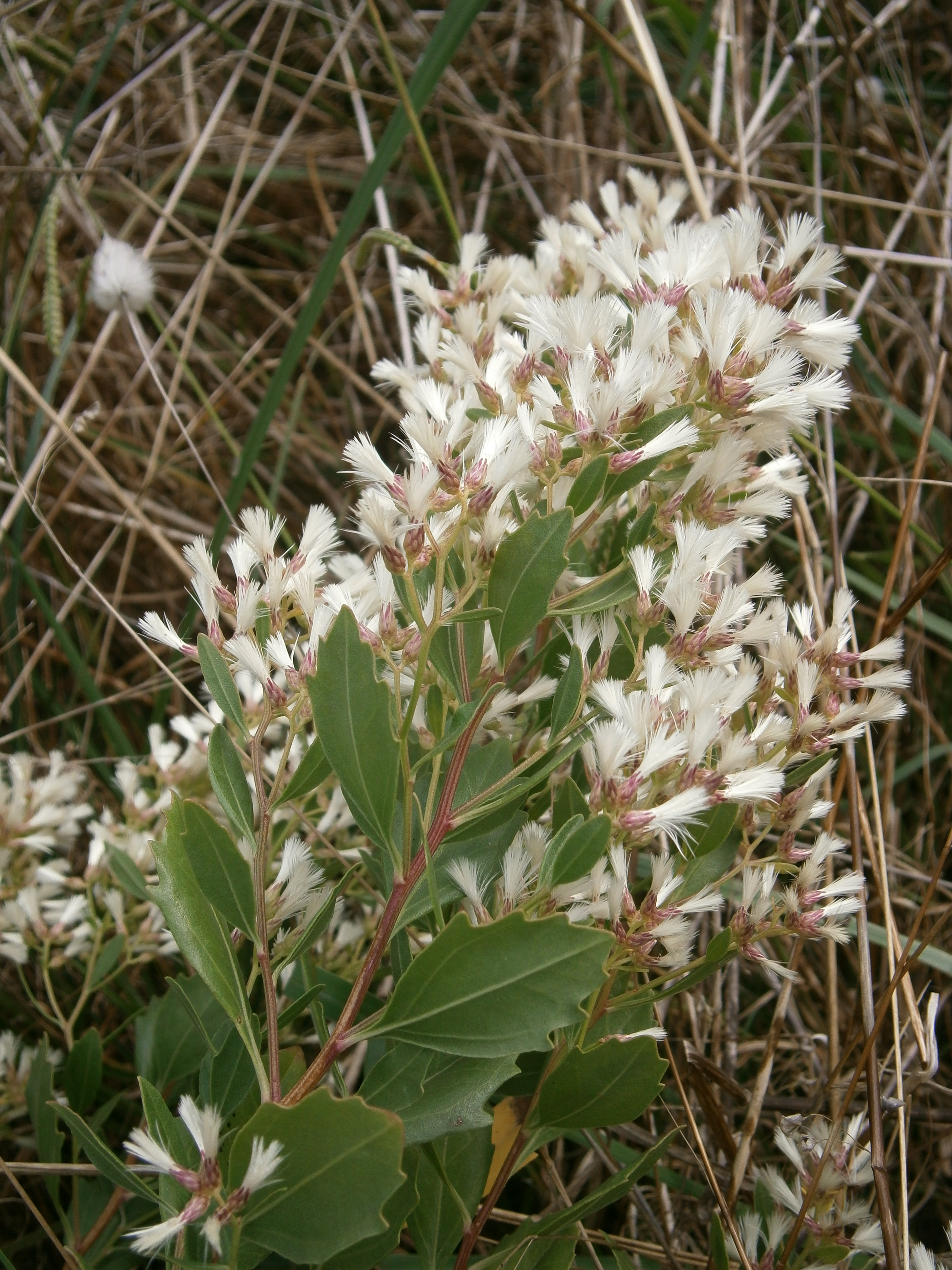
Baccharis halimifolia le long d'un cours d'eau des Landes

En France, elle est introduite de façon délibérée vers 1683 du fait de ses nombreuses qualités ornementales (vigueur, croissance rapide, tolérance au sel et au froid, absence de maladie). Elle est largement naturalisée dans de nombreuses zones littorales comme la périphérie du bassin d'Arcachon. Dans ces régions, le Baccharis est considéré comme une plante envahissante et est devenu l'ennemi des paludiers et de la biodiversité, car il tend à remplacer la flore locale en formant des buissons particulièrement touffus. Le baccharis pousse vite (1,5 m en 3 ans). Il a déjà très sérieusement colonisé la presqu'île guérandaise, et sa présence se fait de plus en plus remarquer en Brière, où le problème existe également avec la jussie. Cette espèce est légalement inscrite sur la liste annexée à l'Arrêté du 14 février 2018 relatif aux espèces végétales exotiques envahissantes sur le territoire métropolitain.
Une des solutions pour éradiquer le baccharis est de broyer les parcelles atteintes, puis de faire paître du bétail (ovins ou bovins) sur la parcelle les années suivantes pour brouter les repousses. 
L'exemple d'un tel traitement sur l'île d'Hœdic (Morbihan) est rapporté en détail sous la forme de la Chronique d'une éradication par l'association naturaliste Bretagne Vivante  dans le n°234 de sa revue Pen Ar Bed : de l'apparition de la plante dans ce milieu insulaire, datée du début des années 1990 (probablement lors d'une opération de débroussaillage mécanique, suivi de la prise de conscience de sa présence en 2003, avec dissémination de graines en provenance du continent), jusqu'à son éradication constatée depuis 2019, première année durant laquelle aucun pied n'aura été retrouvé (deux en 2018, éliminés). 
Toujours dans le Morbihan, mais cette fois sur le continent, à Séné en bordure du Golfe, des actions similaires se déroulent depuis 2013, sous l'impulsion conjointe de Bretagne Vivante, de la commune et d'un collectif Anti-Baccharis constitué dès 2015. Le collectif a publié un premier bilan, après cinq années « de lutte » et une centaine de chantiers d'arrachages.

## Toxicité
Toxique pour les hommes (certains insectes herbivores la consomment), elle pourrait contenir des alcaloïdes hépatotoxiques.